# Aivalykus endroedyyoungai
Aivalykus endroedyyoungai är en stekelart som beskrevs av Papp 1993. Aivalykus endroedyyoungai ingår i släktet Aivalykus och familjen bracksteklar. Inga underarter finns listade i Catalogue of Life.